# Labinoti konferenciák
A labinoti konferenciák (albán Konferencat e Labinotit) a második világháborús Albánia történetének meghatározó eseménysorozata, az Albán Kommunista Párt és a Nemzeti Felszabadítási Mozgalom főhadiszállásán, Labinotban 1943 március és szeptembere között megrendezett politikai gyűlések voltak.
Az első, márciusi konferencia történelmi jelentősége abban állt, hogy ekkor alakultak meg a későbbi állampárt vezető politikai testületei, továbbá Enver Hoxhát választották meg a pártfőtitkári tisztségbe, aki ettől kezdve négy évtizeden át az albán kommunisták megkérdőjelezhetetlen tekintélyű vezetője volt.
A második, júliusban sorra kerülő konferencián megalakult a kommunista vezetés alatt álló harcoló alakulat, a Nemzeti Felszabadítási Hadsereg. Parancsnoka Spiro Moisiu, politikai biztosa Enver Hoxha lett; Hoxha személye garanciát jelentett arra, hogy az osztályharcszemlélet jegyében, az eredeti elképzelésekkel szemben az új harcoló alakulat nem az ország szabadságáért küzdő politikai erőket egyesítő, hanem a kommunisták hatalomra jutását elősegítő hadsereg lesz.
A harmadik és utolsó, szeptemberben megrendezett konferencián került sor arra a meghatározó ideológiai váltásra, amelynek értelmében a nem kommunista politikai szervezeteket és harcoló alakulatokat árulóként bélyegezték meg, és harcot hirdettek ellenük. Ezzel a megszállók ellen vívott háború hátországában kezdetét vette a különböző politikai gondolkodású albánok közötti testvérharc is, amelynek lezárultával 1944 őszén az Albán Kommunista Párt a hatalom egyedüli lehetséges birtokosaként maradt a felszabadított ország politikai színpadán.

## Előzmények
1942-től az Albán Kommunista Párt vezetősége a hegyvidéki Labinotban rendezte be főhadiszállását, amely egyúttal a Nemzeti Felszabadítási Mozgalom bázisául is szolgált. 1942 decemberében a Kommunista Internacionálé (Komintern) és az albán kommunisták között közvetítő jugoszláv kommunisták egy csoportja, Blažo Jovanović és Dušan Mugoša vezetésével itt keresték fel albán elvbarátaikat, hogy a Komintern és Josip Broz Tito leveleit átadják nekik. Tito üzenetében tanácsokkal látta el az albánokat arra vonatkozóan, hogyan érhetik el a pártegységet, miként léphetnek a népfrontosodás útjára anélkül, hogy „gyanús elemek” kerülnének soraiba, de legfőképpen azt sürgette, hogy teremtsék meg a „népi hatalom” szervezeti kereteit, a párt és a megszállók ellen küzdő hadsereg vezető testületeit. Erre a legalkalmasabb fórumnak egy pártkonferencia mutatkozott.

## Az első labinoti konferencia (1943. március 17–22.)
A konferencia szervezése, a résztvevők eljutása az Olasz Királyság által megszállt Albániában nehézkes volt, így az Albán Kommunista Párt első pártkonferenciájára csak három hónappal később került sor. Az akkor hétszáz kommunista párttag képviseletében hetven küldött vett részt az eseményen, emellett néhány vendéget is meghívtak. A fő napirendi pontok az általános fegyveres ellenállás megszervezése, a szervezőmunka szervezeti kereteinek, azaz a párttestületeknek a megalapítása volt. A konferencia eredményeként megalakították a párt ideiglenes központi bizottságát és titoista mintára a Nemzeti Felszabadítási Hadsereget, valamint döntés született az albán nép körében végzett propaganda mikéntjéről, nevezetesen annak módjáról, hogyan csábítsanak tömegeket a támogatásukra az életkörülményeik javulásának és a zsarnoki elnyomástól való megszabadulásuknak az ígéretével. A konferencia végén a pártalapítás aktusának szimbolikus betetőzéseként megalakították a tizenöt tagú és öt póttaggal rendelkező állandó központi bizottságot, a politikai bizottságot, valamint – Ymer Dishnica javaslatára – a pártfőtitkári tisztségbe megválasztották Enver Hoxhát.
A konferencián elhangzottak kritikus észrevételek is, így például Tuk Jakova amellett érvelt, hogy a népfrontosodás egy olyan országban, mint Albánia, ahol gyakorlatilag nincs munkásosztály és proletariátus – csupán önáltatás. Mások a kollaboránsnak tartott Nemzeti Fronttal szembeni állásfoglalást, radikális szembehelyezkedést hiányolták. A kritikus hangok nyomán az első konferencia lezárulásával az Albán Kommunista Párt kebelén belül, történelme során első ízben, de nem utoljára, megindult az „árulók, trockisták, ügynökök” elleni harc is, amelynek első áldozata Anastas Lulo lett 1943 áprilisában.
Pár nappal a konferencia lezárulása után Svetozar Vukmanović-Tempo, a macedóniai jugoszláv partizánparancsnok érkezett Labinotba, hogy segítsen az albán vezérkar és a harcoló egységek megszervezésében. Csakhamar azonban súlyos nézeteltérésekre került sor közte és Hoxha között, amelyek a későbbi albán–jugoszláv szakítás egyik kiindulópontjává váltak. E nézeteltérések két kérdés körül csúcsosodtak ki: a jugoszlávok által szervezett Balkáni Vezérkarhoz és a Nemzeti Fronthoz való viszonyt illetően. A Balkáni Vezérkar létrehozásával a jugoszláv vezetés célja az volt, hogy közös irányítás alá helyezze a balkáni országok antifasiszta harcát, ez a kérdés azonban az albán, bolgár és görög ellenállás miatt hamarosan lekerült a napirendről.

## A második labinoti konferencia (1943. július 4–10.)
1943. július 4-én a Nemzeti Felszabadítási Tanács tagjai ismét Labinotban gyűltek össze, ahol egyhangúlag döntöttek a 10 ezres, zászlóaljakba szervezett Nemzeti Felszabadítási Hadsereg vezérkari tagjainak kinevezéséről. A főparancsnok Spiro Moisiu, a politikai biztos Enver Hoxha lett. A hadvezetés további tagjainak névsora: Ramadan Çitaku, Ymer Dishnica, Baba Faja Martaneshi, Mustafa Gjinishi, Abaz Kupi, Haxhi Lleshi, Sejfulla Malëshova, Dali Ndreu, Myslim Peza és Bedri Spahiu. Jelen volt az eseményen a brit Special Operations Executive ügynöke, Billy McLean őrnagy is, aki külön is tárgyalt Enver Hoxhával, és beleegyezett az első partizánbrigád felfegyverzésének és felszerelésének támogatásába.
A tanácskozás lezárultával az alábbi pontokat fogadták el a résztvevők:
- A Nemzeti Felszabadítási Mozgalom felekezet, lakhely vagy pártállás nélkül minden tisztességes hazafit tömörítő szervezet, amelyhez csatlakozhat minden, az idegen megszállók ellen harcolni vágyó hazafi.
- A küzdelem célja Albániának a fasiszta iga alóli felszabadulása, egy független és demokratikus Albánia kivívása.
- A magánvagyon, a befektetések és a magánszemélyek gazdasági érdeke nem sérülhet.
- A függetlenség kivívását követően alapvető változtatásokra nem kerülhet sor a társadalom, a szokások, a hagyományok vagy a munka világában.
- A királyi albán hadseregből átálló katonatisztek megtarthatják rangjukat.
- A megszállók megsemmisítését követően népszavazás útján döntenek az államformáról.[7]

A labinoti konferencia határozatainak értelmében csakhamar hozzá is kezdtek a partizánalakulatok megszervezéséhez, megalakult az első rohambrigád Mehmet Shehuval az élén. A hadsereg és a vezérkar megalakulását hivatalosan július 10-én jelentették be, már csak a Nemzeti Fronttal való megegyezés hátráltatta az össznemzeti ellenállás megszervezését. Az azonban, hogy a hadsereg politikai biztosa Enver Hoxha lett, a különböző politikai vonalat képviselő szervezetek megegyezése helyett egyenes utat jelentett a radikalizálódás felé. A második labinoti konferenciát követően az osztályharcszemlélet egyre erőteljesebben nyilvánult meg, és a megszállók, valamint a kollaboránsok mellett az albán iparosok, kereskedők, bankárok és a klérus tagjai is egyre inkább ellenségnek számítottak.

## A harmadik labinoti konferencia (1943. szeptember 3–9.)
Ezt a folyamatot tetőzte be a szeptemberben a Nemzeti Felszabadítási Mozgalom vezetőinek részvételével sorra kerülő harmadik labinoti konferencia. A gyűlést azzal a céllal hívták össze, hogy megfogalmazzák álláspontjukat az egy hónappal korábban az ellenálló szervezetek – kommunisták, nemzeti frontosok és mások – összefogása mellett hitet tevő mukjei egyezményt. Hoxha nyomására a konferencia azzal az állásfoglalással ért véget, hogy az Albán Kommunista Párt vezetői a nép ellenségeinek, kollaboránsnak nyilvánították a Nemzeti Frontot – Hoxha és hívei ekkortól utaltak a szervezetre Balli Kombëtar (’nemzeti front’) helyett Balli Tradhetar (’hitszegő front’) néven –, egyúttal a megszállók elleni küzdelem mellett fegyveres harcot hirdettek a kollaboránsok ellen is.
A konferencia lezárultakor a résztvevők még megvitatták a katonai helyzetet, emellett kinyilvánították, hogy a Nemzeti Felszabadítási Mozgalom az egyedüli jogos letéteményese a hatalomnak. Bár továbbra is vehemensen tagadták a mozgalom kommunista jellegét, praktikusan eddigre már minden jobboldali szervezet és vezető elhagyta a szervezetet. Ezt követően a kommunista partizánosztagok által felszabadított településeken sorra alakították híveikből a helyi polgári közigazgatást irányító nemzeti felszabadítási tanácsokat.

## Emlékezete
Az albán hadvezetésnek és a konferenciáknak otthont adó kétszintes hegyvidéki házat, az Idrizi-házat 1968-ban múzeummá alakították, amelyben a labinoti konferenciasorozat tárgyi emlékeit mutatták be. A ház előtt Odhise Paskali Hoxha-szobrát is elhelyezték. A közeli, Shkumbin-völgyi Labinot-Fushában emlékmű hirdette a márciusi labinoti pártkonferencia jelentőségét, amelyen Enver Hoxha a kommunista párt főtitkára lett.